# Денніс ван Схеппінген
Денніс ван Схеппінген (нід. Dennis van Scheppingen; нар. 5 липня 1975) — колишній нідерландський тенісист.
Найвищу одиночну позицію світового рейтингу — 72 місце досяг 13 вересня 2004, парну — 154 місце — 16 липня 2001 року.
Найвищим досягненням на турнірах Великого шолома було 3 коло в одиночному розряді.
Завершив кар'єру 2008 року.

## Часовий графік результатів
| W | Ф | ПФ | ЧФ | #Р | КТ | К# | DNQ | A | NH |

### Одиночний розряд
| Турніри Великого шлему                 |     |     |     |     |     |     |     |     |     |     |     |     |     |        |      |     |
| Відкритий чемпіонат Австралії з тенісу |     |     | 3р  | 1р  |     |     |     | К1р |     | 1р  |     |     |     | 0 / 3  | 2–3  | 40% |
| Відкритий чемпіонат Франції з тенісу   | К1р | К2р | 2р  | К1р | К1р |     | К1р | К1р | К1р | 1р  |     |     | К1р | 0 / 2  | 1–2  | 33% |
| Вімблдонський турнір                   | К1р |     | 2р  |     |     |     |     |     |     | 1р  |     |     | К1р | 0 / 2  | 1–2  | 33% |
| Відкритий чемпіонат США з тенісу       |     | К1р | 1р  | 1р  |     |     |     |     | К2р | 1р  | К2р |     |     | 0 / 3  | 0–3  | 0%  |
| В-П                                    | 0–0 | 0–0 | 4–4 | 0–2 | 0–0 | 0–0 | 0–0 | 0–0 | 0–0 | 0–4 | 0–0 | 0–0 | 0–0 | 0 / 10 | 4–10 | 29% |
| Тур ATP Мастерс 1000                   |     |     |     |     |     |     |     |     |     |     |     |     |     |        |      |     |
| Індіан-Веллс                           |     |     |     |     | К1р |     |     |     |     |     |     |     |     | 0 / 0  | 0–0  | –   |
| Відкритий чемпіонат Маямі з тенісу     |     | К3р | 1р  | 3р  | К1р |     |     | К2р |     |     |     |     |     | 0 / 2  | 2–2  | 50% |
| В-П                                    | 0–0 | 0–0 | 0–1 | 2–1 | 0–0 | 0–0 | 0–0 | 0–0 | 0–0 | 0–0 | 0–0 | 0–0 | 0–0 | 0 / 2  | 2–2  | 50% |

## Фінали турнірів ATP за кар'єру

### Парний розряд: 1 (1 поразка)
| Легенда                         |
| ------------------------------- |
| Турніри Великого шлема (0–0)    |
| Фінали Світового туру ATP (0–0) |
| Серія Мастерс ATP (0–0)         |
| Серія турнірів ATP (0–0)        |
| Серія ATP Інтернешнл (0–1)      |

| Фінали за покриттям |
| ------------------- |
| Тверде (0–0)        |
| Ґрунт (0–1)         |
| Трава (0–0)         |
| Килим (0–0)         |

| Фінали за типом корту |
| --------------------- |
| Відкритий корт (0–1)  |
| Закритий корт (0–0)   |

| Результат | В-П | Дата     | Турнір                | Рівень           | Покриття | Партнер      | Суперники                     | Рахунок       |
| --------- | --- | -------- | --------------------- | ---------------- | -------- | ------------ | ----------------------------- | ------------- |
| Поразка   | 0–1 | Лип 2000 | Амстердам, Нідерланди | Серія Інтернешнл | Ґрунт    | Едвін Кемпес | Серхіо Ройтман Андрес Шнейтер | 6–4, 4–6, 1–6 |

## Фінали ATP Челленджер і ITF Ф'ючерс

### Одиночний розряд: 20 (13–7)
| Легенда               |
| --------------------- |
| ATP Челленджер (11–7) |
| ITF Ф'ючерс (2–0)     |

| Фінали за покриттям |
| ------------------- |
| Тверде (3–4)        |
| Ґрунт (7–3)         |
| Трава (0–0)         |
| Килим (3–0)         |

| Результат | В-П  | Дата     | Турнір                                           | Рівень     | Покриття | Суперник           | Рахунок                 |
| --------- | ---- | -------- | ------------------------------------------------ | ---------- | -------- | ------------------ | ----------------------- |
| Перемога  | 1–0  | Чер 1996 | Айзенах, Німеччина                               | Челленджер | Ґрунт    | Давід Шкох         | 6–4, 6–0                |
| Перемога  | 2–0  | Лип 1996 | Схевенінген, Нідерланди                          | Челленджер | Ґрунт    | Домінік Грбатий    | 4–6, 6–3, 6–2           |
| Поразка   | 2–1  | Жов 1997 | Сантьяго, Чилі                                   | Челленджер | Ґрунт    | Гільєрмо Каньяс    | 6–4, 5–7, 3–6           |
| Поразка   | 2–2  | Бер 2000 | Мумбай, Індія                                    | Челленджер | Тверде   | Леандер Паес       | 6–7(2–7), 2–3 ret.      |
| Перемога  | 3–2  | Вер 2000 | Нідерланди F1, Алфен-ан-ден-Рейн (муніципалітет) | Ф'ючерс    | Ґрунт    | Марк Меррі         | 6–3, 6–1                |
| Перемога  | 4–2  | Вер 2000 | Нідерланди F2, Гілверсум                         | Ф'ючерс    | Ґрунт    | Флавіо Саретта     | 7–6(9–7), 3–6, 7–6(7–5) |
| Перемога  | 5–2  | Лют 2001 | Чандігарх, Індія                                 | Челленджер | Тверде   | Ноам Окун          | 6–3, 7–5                |
| Поразка   | 5–3  | Сер 2001 | Зюльт, Німеччина                                 | Челленджер | Ґрунт    | Сальвадор Наварро  | 3–6, 6–7(7–9)           |
| Перемога  | 6–3  | Сер 2001 | Женева, Швейцарія                                | Челленджер | Ґрунт    | Желько Краян       | 6–3, 6–2                |
| Поразка   | 6–4  | Лис 2001 | Болтон, Велика Британія                          | Челленджер | Тверде   | Олів'є Рохус       | 4–6, 6–7(3–7)           |
| Перемога  | 7–4  | Вер 2002 | Фройденштадт, Німеччина                          | Челленджер | Ґрунт    | Дідак Перес        | 6–1, 6–1                |
| Перемога  | 8–4  | Вер 2002 | Будапешт, Угорщина                               | Челленджер | Ґрунт    | Сальвадор Наварро  | 3–6, 6–3, 6–4           |
| Перемога  | 9–4  | Лют 2003 | Белград, Югославія                               | Челленджер | Килим    | Маркус Ганчк       | 7–5, 6–3                |
| Поразка   | 9–5  | Вер 2003 | Сеул, Південна Корея                             | Челленджер | Тверде   | Лі Хьон Тхек       | 3–6, 3–6                |
| Перемога  | 10–5 | Лис 2003 | Еккенталь, Німеччина                             | Челленджер | Килим    | Йоахім Йоханссон   | 5–7, 6–3, 7–6(7–3)      |
| Перемога  | 11–5 | Лис 2003 | Мілан, Італія                                    | Челленджер | Килим    | Володимир Волчков  | 5–7, 6–4, 7–6(7–5)      |
| Перемога  | 12–5 | Бер 2004 | Рексем, Велика Британія                          | Челленджер | Тверде   | Ян Вацек           | 6–4, 6–1                |
| Поразка   | 12–6 | Бер 2004 | Сараєво, Боснія і Герцеговина                    | Челленджер | Тверде   | Жіль Ельсенеер     | 6–7(5–7), 3–6           |
| Поразка   | 12–7 | Лип 2004 | Гілверсум, Нідерланди                            | Челленджер | Ґрунт    | Філіпп Кольшрайбер | 6–4, 4–6, 4–6           |
| Перемога  | 13–7 | Бер 2005 | Салінас, Еквадор                                 | Челленджер | Тверде   | Франко Феррейро    | 6–2, 6–4                |

### Парний розряд: 7 (3–4)
| Легенда              |
| -------------------- |
| ATP Челленджер (1–4) |
| ITF Ф'ючерс (2–0)    |

| Фінали за покриттям |
| ------------------- |
| Тверде (0–1)        |
| Ґрунт (3–3)         |
| Трава (0–0)         |
| Килим (0–0)         |

| Результат | В-П | Дата     | Турнір                                           | Рівень     | Покриття | Партнер             | Суперники                     | Рахунок                 |
| --------- | --- | -------- | ------------------------------------------------ | ---------- | -------- | ------------------- | ----------------------------- | ----------------------- |
| Поразка   | 0–1 | Лип 1996 | Схевенінген, Нідерланди                          | Челленджер | Ґрунт    | Мартейн Бок         | Брендон Коуп Паул Роснер      | 1–6, 6–3, 0–6           |
| Перемога  | 1–1 | Вер 2000 | Нідерланди F1, Алфен-ан-ден-Рейн (муніципалітет) | Ф'ючерс    | Ґрунт    | Марк Меррі          | Леонардо Ольгін Марсело Вовк  | 6–4, 7–5                |
| Поразка   | 1–2 | Жов 2000 | Остін (Техас), США                               | Челленджер | Тверде   | Рамон Слюйтер       | Тім Крічтон Ешлі Фішер        | 1–6, 7–6(8–6), 0–6      |
| Поразка   | 1–3 | Тра 2001 | Антверпен, Бельгія                               | Челленджер | Ґрунт    | Едвін Кемпес        | Хуан Хінер Джеррі Турек       | 7–6(7–4), 6–7(2–7), 3–6 |
| Перемога  | 2–3 | Сер 2001 | Зюльт, Німеччина                                 | Челленджер | Ґрунт    | Боббі Алтелар       | Ріко Якобер Марк Нілсен       | 7–6(7–3), 6–1           |
| Поразка   | 2–4 | Вер 2005 | Брашов, Румунія                                  | Челленджер | Ґрунт    | Мелвін оп дер Гейде | Йонуц Молдован Габр'єл Морару | 1–6, 4–6                |
| Перемога  | 3–4 | Сер 2014 | Німеччина F10, Вецлар                            | Ф'ючерс    | Ґрунт    | Давід Пел           | Джуліан Ленц Ларс Першке      | 7–6(7–2), 7–6(7–5)      |